# Rolf Falk-Larssen
Rolf Falk-Larssen, född 21 februari 1960, är en tidigare norsk skridskolöpare. Hans främsta merit är världsmästartiteln allround på Bislett 1983 då han vann tre av de fyra distanserna (500, 1500 och 5000 meter). 1982 tog "Falken" EM-silver och VM-brons allround. 1984 blev det ånyo ett EM-silver. Falk-Larssen tilldelades Oscarstatuetten 1983.